# Langue des signes des Indiens des Plaines
 (septembre 2014).
La langue des signes des Indiens des Plaines (LSIP) ou la langue des signes des autochtones des plaines (LSAP) est une langue gestuelle développée et utilisée par des peuples d'Indiens des Plaines des États-Unis et du Canada,.

## Histoire
Les possibles antécédents de la LSIP sont inconnus, en l'absence de sources écrites, mais les premiers témoignages de contact entre Européens et Amérindiens dans la région côtière du Golfe du Mexique, actuellement au Texas et au nord du Mexique, mentionnent qu'une langue des signes complètement formée était déjà en usage à l'arrivée des Européens. Parmi ces récits, on note ceux d'Álvar Núñez Cabeza de Vaca en 1527 et de Francisco Vásquez de Coronado en 1541.
Divers facteurs, dont l'effondrement démographique des Amérindiens et leur américanisation, ont fait fortement décliner la LSIP depuis l'arrivée des Européens. En 1885, on estimait que plus de 110 000 Indiens en faisaient usage, dont les Pieds-Noirs, les Cheyennes, les Sioux, les Kiowas et Arapahos. Dans les années 1960, il n'en restait « qu'un très faible pourcentage ». Il y a peu d'usagers de la LSIP aujourd'hui.